# Roger Eerebout
Roger Eerebout (19 februari 1940 - De Haan, 22 mei 2011) was een Belgische politicus voor CVP. Hij was burgemeester van Bredene.

## Biografie
Eerebout was actief als medestichter in de Centrale voor Kampeer- en Vakantiebestedingsbedrijven, het CKVB. de voorloper van het huidige Recread; alsook in het NCMV.
Eerebout was lid van de provincieraad van West-Vlaanderen van 1974 tot 1985 en was er gedeputeerde van 1978 tot 1983. In 1983 werd hij tot burgemeester van de kustgemeente Bredene benoemd, buiten de raad. Hij bleef burgemeester tot 1988. Eind 1988 werd hij herkozen maar belandde in de oppositie en bleef gemeenteraadslid tot 1994.
Zijn zoon Jan werd OCMW-secretaris.